# Cop d'estat de l'11 de setembre de 1973
El cop d'estat de l'11 de setembre de 1973 o pronunciament militar, esdevingut en Xile consistí en el derrocament violent del govern de Xile encapçalat per Salvador Allende Gossens planejat per generals dels alts càrrecs de les Forces Armades i de Carabiners (policia uniformada), després d'un període d'alta polarització política i convulsió econòmica i social al país sud-americà.

## Antecedents
Salvador Allende va assumir el 1970 com a president de Xile, sent el primer polític d'orientació marxista en el món que va accedir al poder a través d'eleccions generals en un Estat de Dret. El seu govern, de marcat caràcter reformista, es va caracteritzar per una creixent polarització política en la societat i una dura crisi econòmica que va desembocar en una forta convulsió social.
El cop va ser planejat per un sector de l'Armada de Xile. Posteriorment s'hi van afegir generals dels Alts Comandaments de les Forces Armades i de Carabiners, i dirigit pel General d'Exèrcit Augusto Pinochet Ugarte, a més de ser influït per diversos grups de poder nacionals i internacionals, en els quals destaca el president Nixon i la CIA.
El 15 de setembre de 1970, quan Nixon va ordenar a la CIA "evitar que Allende assumís el poder, o el derroqués", era considerat el punt de partida per a les operacions encobertes dels Estats Units que van contribuir al derrocament del govern de Salvador Allende, aquestes noves revelacions canvien el mapa de l'operació. Segons aquestes transcripcions, Nixon i Kissinger van iniciar els seus plans per a revertir els resultats de les eleccions xilenes tres dies abans. Al migdia del 12 de setembre de 1970, Kissinger va cridar a Helms per tal de fixar una reunió urgent del "Comitè 40", un grup d'alt rang que supervisava les operacions encobertes del govern dels Estats Units. Dins d'aquestes accions es troben l'assassinat del general René Schneider i el Tanquetazo, una revolta militar el 29 de juny de 1973.

## El cop d'estat
En el matí de l'11 de setembre de 1973, les cúpules de les Forces Armades i d'Ordre van aconseguir ràpidament controlar gran part del país i van exigir la renúncia immediata de Salvador Allende, qui es va refugiar al Palacio de la Moneda. Després del bombardeig de la seu presidencial, Allende es va suïcidar i la resistència al Palau va ser neutralitzada.

## Conseqüències
El govern d'Unidad Popular liderat per Salvador Allende és derrocat i Augusto Pinochet assumeix el poder. Comença la dictadura militar a Xile.